# Misión Nuestra Señora de Loreto Conchó

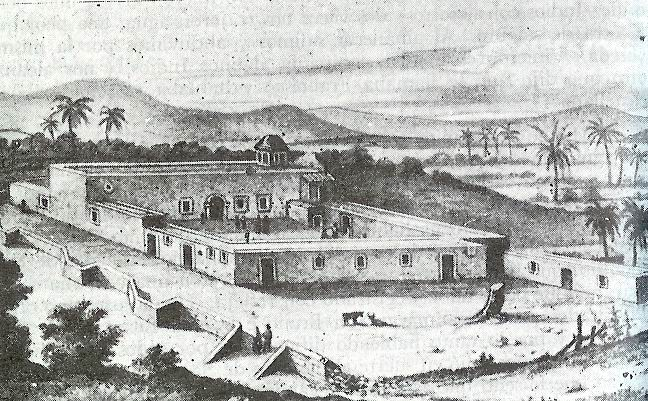
Misión de Nuestra Señora de Loreto en el siglo XVIII.

Nuestra Señora de Loreto Conchó es una misión jesuítica considerada Cabeza y Madre de las Misiones de la Alta y Baja California. Fue fundada por el jesuita Juan María Salvatierra, en el territorio monguí, en la región que los indígenas llamaban Conchó, el día 25 de octubre de 1697. Se ubica en la ciudad de Loreto (Baja California Sur) en las costas del Golfo de California.

## La fundación
Después del fracaso de Hernán Cortés en su intento de fundar una colonia en la Bahía de la Santa Cruz, hoy en día La Paz (Baja California Sur). Tuvieron que pasar más de 150 años de fracasados intentos de colonizar la península de Baja California hasta que en 1697 un pequeño grupo de europeos y gentes de la Nueva España, pusieron pie en la península para fundar allí misiones entre indios pericúes, guaycuras y cochimíes.

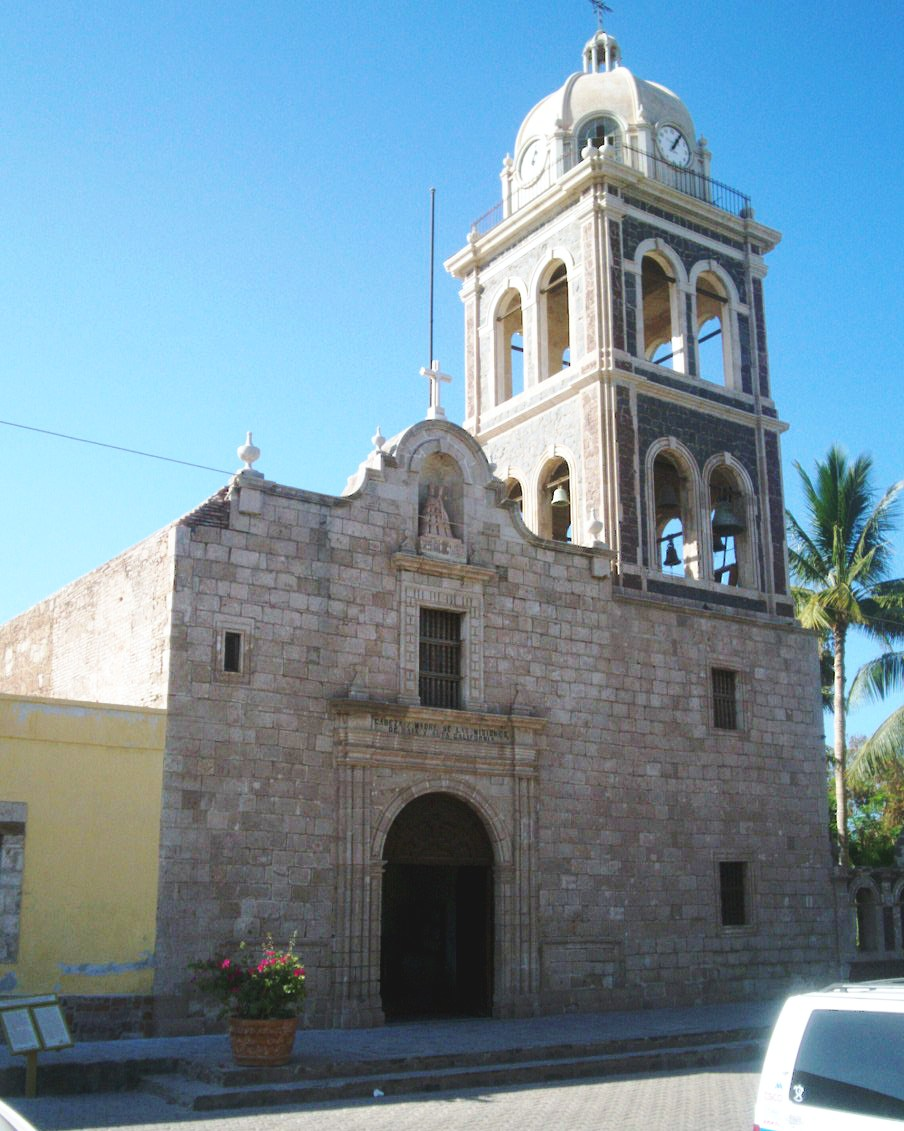
Misión Nuestra Señora de Loreto

El 19 de octubre de 1697, ese reducido grupo a las órdenes del padre superior Juan María de Salvatierra desembarcó de la galeota "Santa Elvira" en la bahía de San Dionisio en un lugar situado a 26° de latitud norte al que los nativos llamaban Conchó, que significa mangle colorado en lengua nativa y tomaron posesión del lugar que andando el tiempo se llamaría Real de Loreto. En los primeros días de su llegada los padres misioneros elevaron una carpa que servía como capilla, al frente de la cual colocaron una cruz de madera. El día 25 de octubre llevaron en procesión solemne la imagen de la Virgen de Nuestra Señora de Loreto, en ese ritmo de fe, proclamaron esa tierra como territorio español. Así comenzó a existir la misión que lleva tal nombre.

## El sueño de los padres Salvatierra y Kino

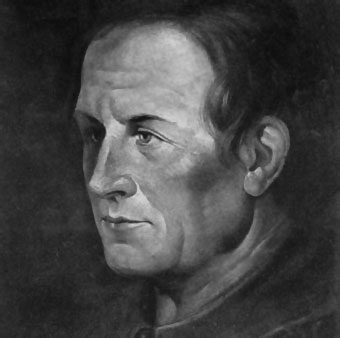
El sacerdote Eusebio Francisco Kino.

El padre Salvatierra que encabezaba al grupo, hubo de vencer grandes dificultades para lograr concretar su sueño de evangelizar a los nativos californianos, sueño que compartía con otro misionero jesuita, Fray Eusebio Kino. Hubo necesidad de obtener permisos y licencias de sus superiores religiosos y de las autoridades de la Nueva España, además buscar patrocinadores, artesanos, agricultores y en lo general personas capacitadas para construir una población a mitad de la nada.
A principios de 1697 todo estaba dispuesto para el viaje en la desembocadura del Río Yaqui en Sonora, el padre Salvatierra disponía de dos embarcaciones para el viaje en las que cargó todas las provisiones y ganado que pudo reunir, en esas embarcaciones iban los pocos valientes que se atrevieron acompañarlo, entre ellos iba a viajar el padre Eusebio Kino pero una rebelión de los nativos en el norte de Sonora impidió a Kino acompañarlos, prefirió permanecer allí para ayudar en la pacificación. Así que únicamente acompañaron al padre Salvatierra; un español, un portugués, un mexicano, un maltés, un siciliano, un mulato peruano y tres nativos del altiplano mexicano, religiosos algunos, artesanos los otros y muy valientes todos.

## La epopeya

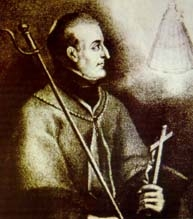
Padre Salvatierra.

Dice la leyenda y la historia lo corrobora que el padre Juan María de Salvatierra con muy pocos recursos y en compañía de unos pocos hombres logró lo que en 150 años nadie antes que él había logrado, la colonización y cristianización del "otro México". Ese "otro México" con el correr de los años se convertiría en la Baja California. A la fundación de la Misión de Loreto en las costas del Mar de Cortés siguieron otras misiones en la península de Baja California, muchas no prosperaron, otras se convirtieron en ciudades.
La Compañía de Jesús, influyente y poderosa también tenía sus detractores y enemigos, a raíz de acusaciones y traiciones fue expulsada de los dominios españoles en 1767, los misioneros jesuitas trabajaron en forma pacífica durante siete décadas en la península de Baja California, hasta que en febrero de 1768 les llegó a orden de expulsión de todos los dominios españoles decretada por Carlos III.
A la salida de los misioneros jesuitas la misión quedó en manos de frailes franciscanos, desde allí partió fray Junípero Serra para evangelizar la Alta California, hoy estado de California. En 1773 la Misión de Nuestra Señora de Loreto pasó a manos de la orden de los dominicos, que arribaron a la población de Loreto en el mes de octubre del mismo año. Los frailes franciscanos que habían estado en la misión por cinco años, partieron hacia la Alta California para proseguir en su labor evangelizadora.

## Epílogo
Después de la independencia de México en 1821, la misión de Nuestra Señora de Loreto entró en decadencia, el Fondo Piadoso de las Californias instituido a favor de los jesuitas por el marqués de Villapuente de la Peña y su esposa la marquesa de las Torres de Rada, para apoyar la evangelización de las californias desapareció con su expulsión, los indígenas de la región desaparecieron por las enfermedades que llevaron los europeos a la península, los franciscanos al marchar hacia la Alta California cedieron el lugar a los dominicos que no traían la enjundia de los primeros misioneros, y sin embargo la misión sobrevivió al abandono, al contrario de muchas otras misiones fundadas en la península de Baja California por jesuitas, franciscanos y dominicos que quedaron abandonadas hasta desaparecer totalmente.
El día de hoy la Misión de Nuestra Señora de Loreto es la joya de las misiones fundadas en la península. La reactivación de la economía y construcción de infraestructura de comunicaciones en Baja California Sur a partir del siglo pasado ha redundado en beneficio para la misión, quedando lejos los días de privaciones. En 1992, la población de Loreto, antigua capital de Las Californias alcanzó el rango de capital de municipio.